# شیگتاتسو ماتسوناگا
شیگتاتسو ماتسوناگا (به انگلیسی: Shigetatsu Matsunaga) بازیکن فوتبال اهل ژاپن و عضو تیم ملی فوتبال ژاپن است که در تاریخ ۲۶ اکتبر ۱۹۸۸ میلادی اولین بازی ملی‌اش را انجام داد. او در ۴۰ بازی ملی حضور داشت و آخرین بازی ملی خود را در تاریخ ۲۶ فوریه ۱۹۹۵ میلادی انجام داد. شیگتاتسو ماتسوناگا در بازی‌های ملی‌اش
گلی به ثمر نرساند.